# Зеленцин (Серадзький повіт)
Зеленцин (пол. Zielęcin) — село в Польщі, у гміні Варта Серадзького повіту Лодзинського воєводства.
Населення — 145 осіб (2011).
У 1975—1998 роках село належало до Серадзького воєводства.

## Демографія
Демографічна структура станом на 31 березня 2011 року:
|          | Загалом | Допрацездатний вік | Працездатний вік | Постпрацездатний вік |
| -------- | ------- | ------------------ | ---------------- | -------------------- |
| Чоловіки | 73      | 20                 | 44               | 9                    |
| Жінки    | 72      | 20                 | 38               | 14                   |
| Разом    | 145     | 40                 | 82               | 23                   |